# Iksu

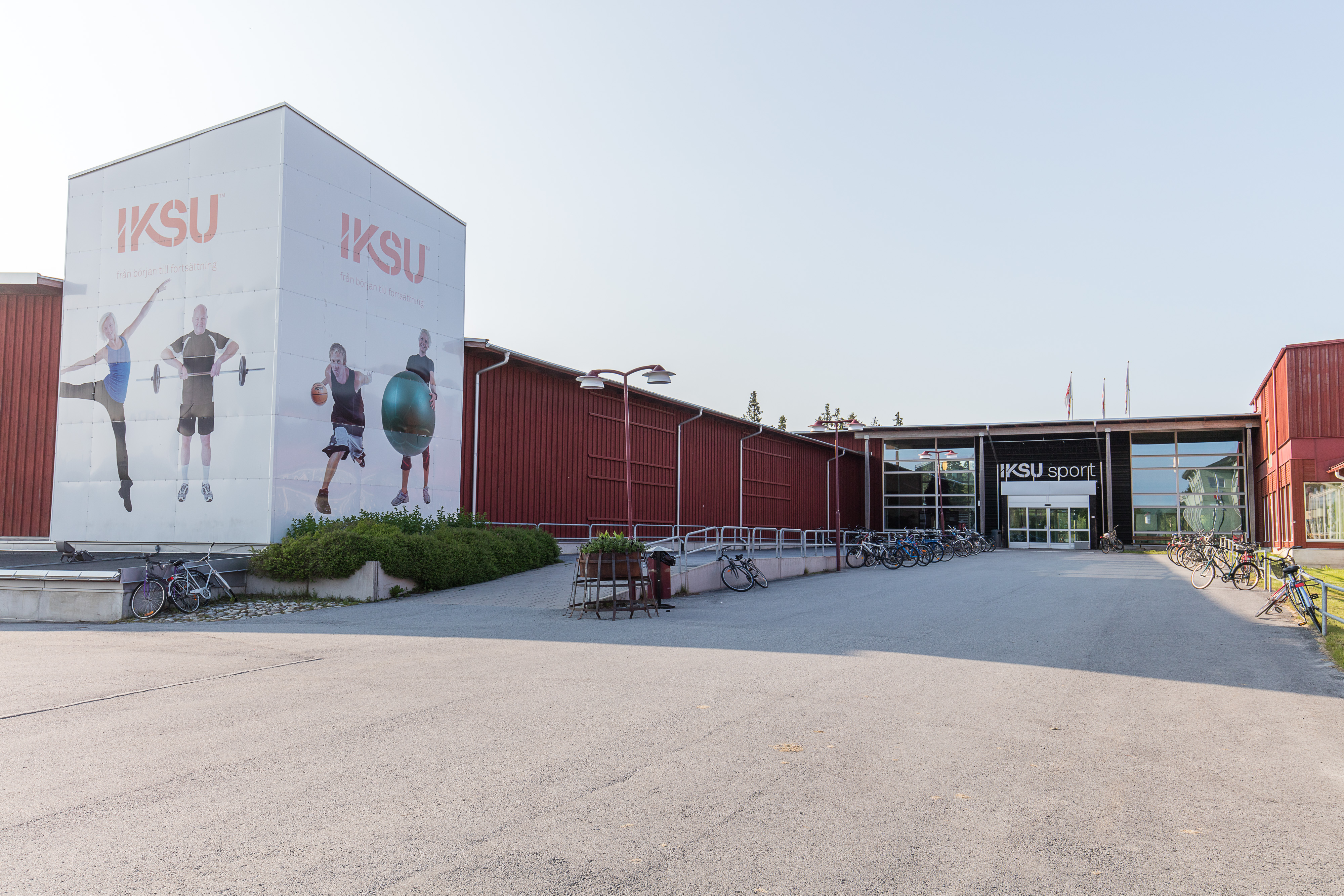
Iksu sport.

IKSU, Idrottsklubben Studenterna i Umeå, är en öppen, ideell idrottsförening i Umeå, bildad den 5 maj 1959. Föreningen är en av de största i Sverige, med ca 20 000 medlemmar. Innebandysektionen (där elitsatsningen 2020 lades på is) har varit en av Sveriges ledande, med en rad SM-guld för damlaget.

## Historia
Föreningen byggde sin första sporthall på Umeå universitets campus 1983 och har därefter fortsatt att expandera. 1991 invigdes lokaler för squash, tennis och styrketräning. 1992 färdigställdes en idrottsmedicinsk avdelning och lokaler för idrottslärarutbildning, och 1993 en ny hall för bollsport med plats för cirka 500 åskådare. En simhall med två bassänger stod klar 1998.
År 2002/2003 byggdes en ny hall för kampsport och tennishallen byggdes om till ny styrketräningslokal. År 2007 var det dags för nya hallar för bollsport och beachvolley, och en ny administrativ byggnad uppförd av Akademiska hus. 2015 inleddes planeringen för nya ombyggnationer, bland annat för en ny klätterhall. Klätterhallen som fick namnet "Lofoten" stod klar och invigdes den 16 november 2018.
Anläggningarna upptar nu över 25 000 kvadratmeter och kallas IKSU sport. Det är idag Europas största träningsanläggning till ytan, och enligt en undersökning 2011 av det nyzeeländska fitnessföretaget Les Mills världens näst mest besökta.
Den ursprungliga fastigheten ägs och förvaltas av Stiftelsen Universitetshallen som grundades av Umeå studentkår, Umeå universitet och IKSU förening 1983. Nybyggnationer efter 2007 ägs av Akademiska Hus där IKSU är hyresgäst. 
IKSU bedriver också träning och spa i anläggningen IKSU spa på Umedalen sedan 2003.  2012 öppnade IKSU sin tredje anläggning, IKSU plus Öbacka, belägen vid Konstnärligt campus. I januari 2023 öppnades den fjärde anläggningen, IKSU plus Hedlunda - belägen på Nolia-området i Umeå.

## Verksamheter
Förutom gym, gruppträning och diverse lagsporter har IKSU ett bredare utbud i form av kost samt behandlingar med inriktning mot spabehandlingar, hudvård, massage, sjukgymnastik, massageterapeut, personlig träning med mera. Det hålls även föreläsningar och där finns konferensmöjligheter. Här hålls även många typer av utbildningar, både interna och externa. Iksu håller själva olika instruktörsutbildningar inom cykel (spinning), aerobic, aqua, yoga och core. Externa utbildningar kan vara från Les Mills som utbildar i bland annat Body pump och Body balance. 
IKSU sport är en av norra Europas största motions- och friskvårdsanläggningar. I snitt har Iksu sport 3 000-4 000 besökare per dag. Förutom träningshallar, inomhusarena, gym och simhall inrymmer anläggningen IKSU sport även restaurang Hansson & Hammar  samt en frisersalong – Hårizont.
IKSU har 17 olika sektioner. Den mest kända är IKSU Innebandy som tagit sex SM-guld och sex guld i Europacupen för klubblag. 2020 lade man dock ner elitverksamheten, sedan covid-19-pandemin förlamat klubbverksamheten.
Föreningen samarbetar med Umeå universitet, främst Idrottshögskolan och enheten för idrottsmedicin. En stor del av Umeå universitets idrottsundervisning bedrivs på Iksu sport – inte minst inom ramen för det "elitidrottssavtal" som ger många svenska idrottsutövare möjlighet att kombinera studier och träning på hög nivå. I samma anläggning finns också Idrottslabbet, där många kända idrottsstjärnor testats och behandlats. Bland annat har den amerikanska utförsåkaren Bode Miller behandlats där för problem med hälsenan, och fotbollsspelaren Zlatan Ibrahimović behandlats för knäproblem.

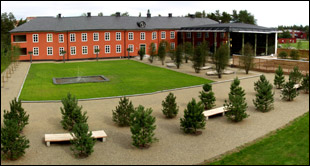
Iksu Spa på Umedalen.

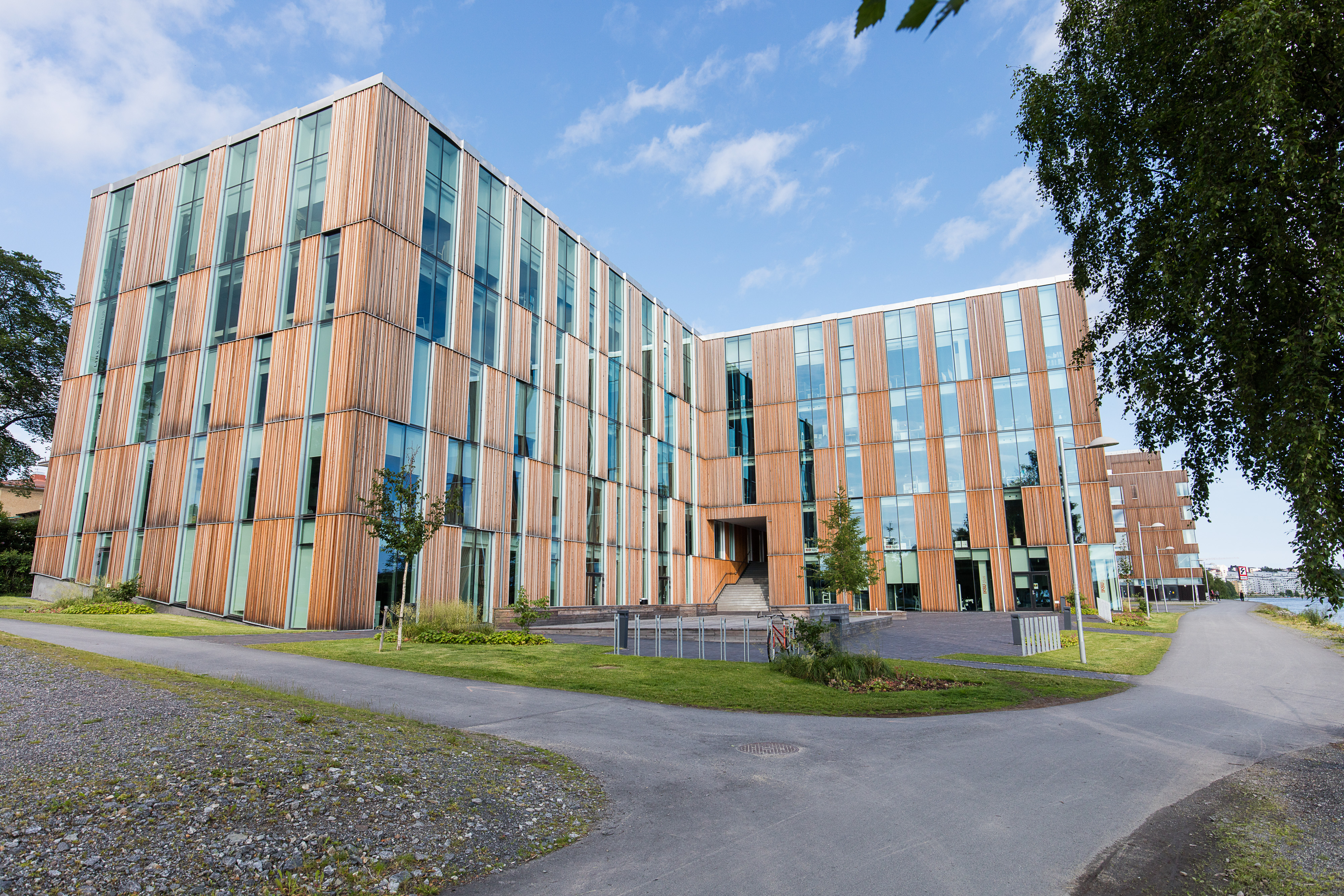
Iksu Plus på Konstnärligt campus.

## Sektioner
- Alpin
- Basket
- Beachvolley
- Brännboll Brännbollscupen
- Fitness
- Frilufts
- Innebandy
- Klättring
- Längdskidor
- Löpning
- Multisport
- Simning
- Kampsport
- Kendo
- Squash
- Volleyboll